# Elie Grappe
Elie Grappe (* 27. Januar 1994 in Lyon) ist ein französischer Filmregisseur und Drehbuchautor. Er lebt in der Schweiz.

## Leben
Elie Grappe absolvierte eine musikalische Ausbildung am Nationalen Konservatorium in Lyon. Danach studierte er Film an der École Cantonale d’Art de Lausanne (ECAL) und erhielt dort 2015 seinen Bachelor in Film.
Seine während des Studiums entstandenen Kurzfilme wurden an diversen Festivals gezeigt, und mit zahlreichen Preisen ausgezeichnet. Sein Spielfilmdebüt Olga wurde 2021 bei der Semaine de la critique in Cannes aufgeführt. Der Film spielt im Jahr 2013 und erzählt die Geschichte der 15-jährigen Olga, die aus der Ukraine in die Schweiz gezogen ist, um ihre Karriere als Kunstturnerin wahrzunehmen, als in ihrem Heimatland der Krieg auf der Krim ausbricht. Olga war 2022 der offizielle Schweizer Oscar-Beitrag.
2022 war er Teilnehmer des Stoffentwicklungsprogramms «Sélection Annuelle» des in der Bretagne Ansässigen Groupe Ouest.
Nebst der Arbeit an seinen eigenen Filmen war er unter anderem als Schauspielcoach für den Film Les particules von Blaise Harrison tätig.

## Filmografie
- 2014: Répétition (Kurzdokumentarfilm)
- 2014: Limbes (Kurzfilm)
- 2015: Suspendu (Kurzfilm)
- 2017: Hors scène (Kurzdokumentarfilm, gemeinsam mit Timothée Zurbuchen)
- 2021: Olga

## Nominierungen und Auszeichnungen
2014 wurde Grappes kurzer Dokumentarfilm Répétition für IDFA, Clermont-Ferrand und Krakau ausgewählt. Ein Jahr darauf wurde sein Kurzspielfilm Suspendu weltweit auf 60 Filmfestivals gezeigt und mit zahlreichen Preisen ausgezeichnet.
Grappes erster Langspielfilm, Olga, gewann beim Schweizer Filmpreis 2022 in den Kategorien Bester Spielfilm, Bestes Drehbuch und Bester Ton. Bei den Internationalen Filmfestspielen von Cannes 2021 wurde Elie Grappe zusammen mit Raphaëlle Desplechin mit dem Prix SACD in der Sektion Semaine de la critique für das beste Drehbuch ausgezeichnet.